# 崔勝浩
崔 勝浩（チェ・スンホ、朝鮮語: 최승호）は、朝鮮民主主義人民共和国の政治家。中央統計局長、朝鮮労働党中央検査委員会委員長。

## 経歴
出生地や生年月日は不明。中央統計局副局長を経て、2014年8月に李承鎬中央統計局長が死去した後に、中央統計局長・朝鮮労働党中央検査委員会委員長に任命された。2016年5月9日に開催された朝鮮労働党第7次大会で朝鮮労働党中央検査委員会委員長に再選された。2019年3月に最高人民会議第14期代議員に選出され、同年4月11日に開催された最高人民会議第14期第1回会議で中央統計局長に再任された。
2021年1月10日に開催された朝鮮労働党党中央委員会第8期第1回総会で党中央検査委員長を解任され、1月17日に開催された最高人民会議第14期第4回会議で中央統計局長を解任された。

## 参考サイト
- 북한정보포털

| 先代李承鎬 | 中央統計局長2014年 - 2021年 | 次代リ・チョルサン |

| 先代李承鎬 | 朝鮮労働党中央検査委員会委員長2014年 - 2021年 | 次代鄭尚学 |